# Emil Ábrányi
Emil Ábrányi (Budapeste, 22 de setembro, 1882 – Budapeste, 11 de fevereiro, 1970) foi um compositor e diretor de ópera da Hungria.

## Óperas
- A ködkirály (The King of Mist) (1 aot, libreto de Á. Pásztor, 17 de maio de 1903, Casa de Ópera Real Húngara, Budapeste)
- Monna Vanna (3 acts, libretto by Emil Ábrányi, Sr. (pai do compositor), baseado no drama homônimo de Maurice Maeterlinck, 2 de março de 1907, Casa de Ópera Real Húngara, Budapeste).
- Paolo és Francesca (3 atos, libreto baseado em Dante de autoria de Emil Ábrányi, Sr., 13 de janeiro de 1912, Casa de Ópera Real Húngara, Budapeste)
- Don Quijote (3 atos, libreto baseeado em Cervantes de autoria de Emil Ábrányi, Sr., 30 de novembro de 1917, Casa de Ópera Real Húngara, Budapeste)
- Ave Maria: Májusi intermezzo (Um Intermezzo de Maio) (1 ato, 25 de fevereiro de 1922, Teatro Municipal de Budapeste).
- A vak katona (O Soldado Cego) (1 ato, libreto de E. Sas., 11 de junho de 1923, Teatro Municipal de Budapeste).
- Ay éneklö dervis (O Dervixe Cantante) (2 atos, libreto de N. W. Khayatt, 1937, não executada).
- Liliomos herceg (O Príncipe dos Lírios) (3 atos, libreto de Bohdaneczky, 1938, não executada).
- Bizánc (Bizâncio) (3 atos, libreto de E. Innocent-Vincze, baseado em F. Herczeg, 1942, não executada).
- Éva boszorkány (Eva, a Bruxa) (3 atos, libreto baseado em F. Herczeg, 1944, não executada).
- Balatoni rege (Uma Lenda de Balaton) (3 atos, libreto baseado em F. Herczeg, 1945, não executada).
- A Tamás-templom karnagya (O Cantor da Igreja de São Tomás) (3 atos, libreto de G. Láng., 1947, não-executada; primeira ópera composta sobre a vida de Johann Sebastian Bach)